# Cantonul Saint-Julien-Chapteuil
Cantonul Saint-Julien-Chapteuil este un canton din arondismentul Le Puy-en-Velay, departamentul Haute-Loire, regiunea Auvergne, Franța.

## Comune
- Lantriac
- Montusclat
- Le Pertuis
- Queyrières
- Saint-Étienne-Lardeyrol
- Saint-Hostien
- Saint-Julien-Chapteuil (reședință)
- Saint-Pierre-Eynac